# Arta (ort i Azerbajdzjan)
Arta är en ort i Azerbajdzjan.   Den ligger i distriktet Jardymly, i den södra delen av landet, 210 kilometer sydväst om huvudstaden Baku. Arta ligger 641 meter över havet och antalet invånare är 162.
Terrängen runt Arta är kuperad åt nordost, men åt sydväst är den bergig. Närmaste större samhälle är Lerik, 12,7 kilometer söder om Arta. 
Trakten runt Arta består till största delen av jordbruksmark. Runt Arta är det ganska tätbefolkat, med 60 invånare per kvadratkilometer.